# Grauer Riffhai
Der Graue Riffhai (Carcharhinus amblyrhynchos) ist ein Vertreter der Requiemhaie (Carcharhinidae). Der mittelgroße Hai bewohnt weltweit Lagunen, Kanäle und Außenriffe der tropischen Regionen. Der gelegentlich verwendete, abgekürzte Name Grauhai ist nicht eindeutig und kann auch den deutlich größeren Sechskiemerhai bezeichnen.

## Merkmale
Der Hai wird 1,5–2,5 Meter, meist um 1,85 m lang, wobei die Weibchen deutlich kleiner und leichter als Männchen sind. Er besitzt einen torpedoförmigen Körper mit einer breiten, runden Schnauze. Die Rückenflosse beginnt meist auf Höhe des freien Endes der Brustflossen; der Graue Riffhai besitzt keinen Interdorsalkamm. Die Oberseite des Körpers zeigt eine hell- bis dunkelgraue, seltener bräunliche Färbung, die Schwanzflosse weist einen schwarzen Saum auf. Die erste Rückenflosse trägt meist keine Zeichnung; bei Populationen im Roten Meer und Indischen Ozean kommt ein weißer Hinterrand der ersten Rückenflosse vor. Die Körperunterseite ist deutlich heller gefärbt. Die Lebenserwartung liegt bei maximal 25 Jahren.

## Verbreitung und Lebensraum

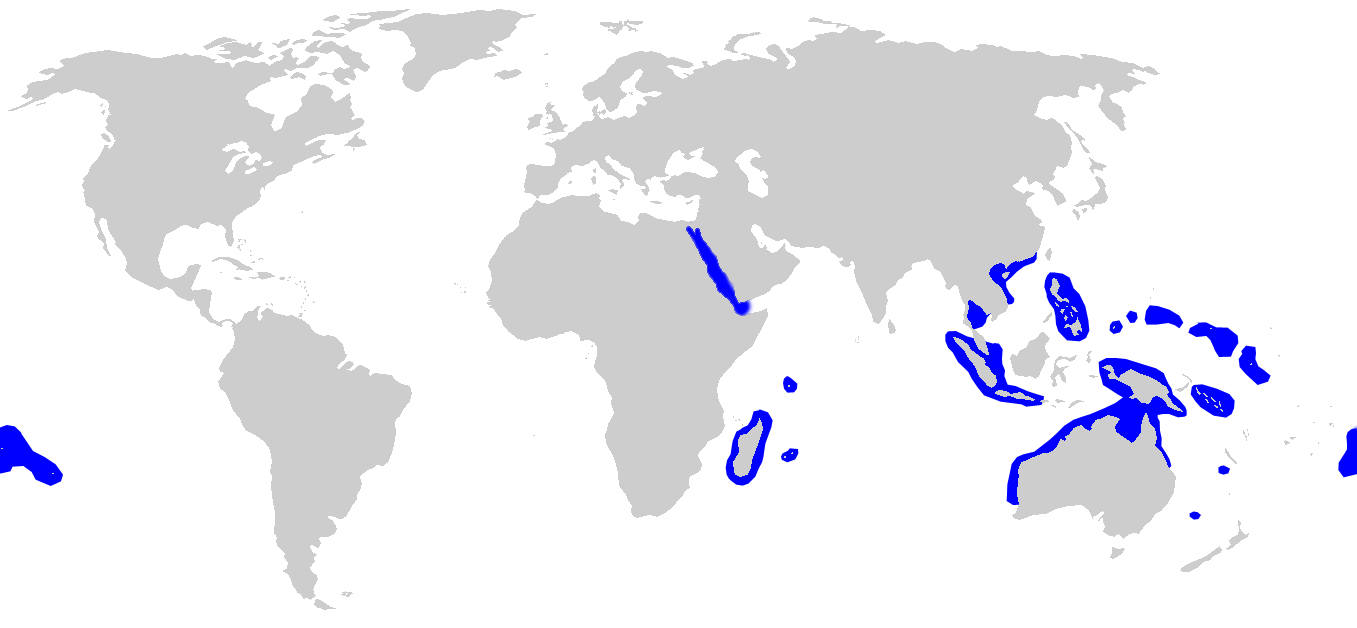
Verbreitungsgebiete des Grauen Riffhais

Der Graue Riffhai ist im Indopazifik (Madagaskar, Seychellen, Malediven, Thailand, Australien, Hawaii, Tahiti) und im Roten Meer beheimatet. Er hält sich vorwiegend in Lagunen, Kanälen und Außenriffen auf.
Der Hai bevorzugt den Bereich zwischen der Wasseroberfläche und maximal 275–280 Metern Wassertiefe; am Riff hält er sich meist am äußeren Riffabhang (Außenriff) und in Lagunen in der Nähe starker Strömung auf. Die Tiere wurden aber auch am inneren Riffabhang oder über Sandplateaus gefunden. Die Art zeigt zusammen mit dem Schwarzspitzen-Riffhai eine Mikrohabitat-Trennung, wobei der Graue Riffhai den tieferen, der etwas kleinere Schwarzspitzen-Riffhai den Flachbereich des Habitats bewohnt. Fehlt dieser, so bewohnt der Graue Riffhai beide Areale. Zusammen mit dem Weißspitzen-Riffhai gehören beide zu den häufigsten Arten in den Korallenriffen Ozeaniens.

## Lebensweise

### Verhalten
Der Hai ist neugierig, aktiv und meist schnell schwimmend. Das soziale Tier bildet teils am Tag Schulen; auffällig sind Schulen von juvenilen und subadulten Tieren. Der Graue Riffhai ist zwar am Tag auffindbar, aber eher nachts aktiv und auf Beutefang. Adulte Tiere zeigen ein ausgeprägtes Revierverhalten; die Fläche des Territoriums liegt meist bei rund vier Quadratkilometern. Eindringlinge werden durch Drohverhalten wie schnelles Schwimmen mit übertriebenen Bewegungen der Schwanzflosse, Senken der Brustflossen, Kopfrollen und Buckelbildung gewarnt (Hunching); danach folgt ein einzelner, meist nicht tödlicher Biss. Die Populationen im Pazifik sind dabei deutlich aggressiver als die des Indischen Ozeans und Roten Meeres.

### Ernährung

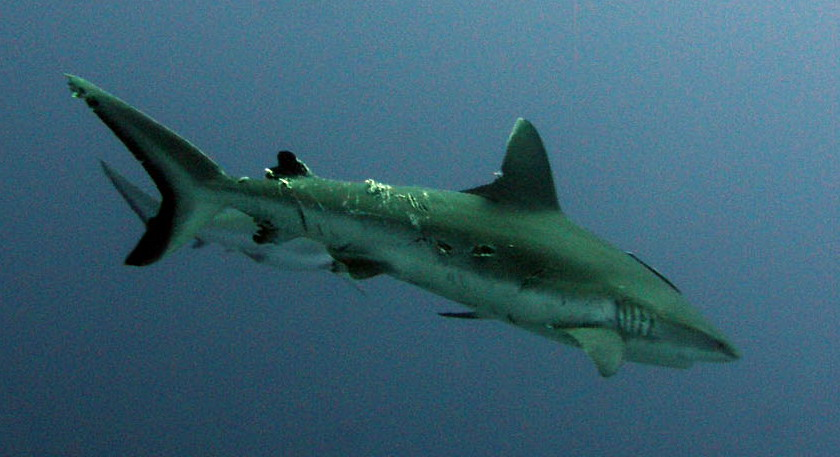
Grauer Riffhai mit deutlichen Bissspuren am Hinterleib während der Paarungszeit

Der Graue Riffhai ernährt sich vorwiegend von Rifffischen wie Muränen, Hornhechten, Soldaten-, Falter- und Doktorfischen, aber auch von Kopffüßern und Krebsen. Er frisst meist in Bodennähe. Durch harpunierte Fische kann eine Fressorgie ausgelöst werden. Nachts wurden Gruppen von Grauen Riffhaien beobachtet, die Schwarmfische – ähnlich wie ein Rudel Wölfe – an einer Riffwand zusammentrieben, bevor die Beutetiere angegriffen wurden.

### Fortpflanzung
Graue Riffhaie werden im Alter von sieben Jahren und einer Größe zwischen 130 und 145 cm geschlechtsreif. Sie sind lebendgebärend und bekommen pro Wurf ein bis sechs Junge; diese sind bei der Geburt 40–60 cm lang. Bei der Paarung kommt es nicht selten zu Bissen mit sichtbaren Verletzungen, wobei die größeren Männchen die weiblichen Tiere in Flossen und Hinterleib beißen.

### Gefährdung für den Menschen
Trotz des deutlichen Drohverhaltens adulter Tiere wurde über Angriffe des Grauen Riffhais auf Menschen berichtet. Dies ist jedoch auch auf das häufige, nicht pelagische Vorkommen der Art an Riffen zurückzuführen.

## Gefährdung und Populationsentwicklung
Der Graue Riffhai ist eine immer noch recht häufige Art. Dennoch setzte die IUCN den Carcharhinus amblyrhynchos seit dem Jahr 2000 wegen des Populationsrückgangs auf die Rote Liste gefährdeter Arten und stuft die Art seither als near threatened (gering gefährdet) ein. Als Gefährdungsursache wird das eingeschränkte Habitat Korallenriff, die Standorttreue, der langsame Reproduktionszyklus der Art und der hohe Druck durch die Fischerei im Großteil seines Verbreitungsgebietes angesehen. Genaue Daten zur Entwicklung der Populationen fehlen. Er wird dabei teils als Beifang, teils durch Jagd speziell auf diese Haiart – wie auf den Malediven – gefangen.